# Ricardo Bedoya
Pour les articles homonymes, voir Bedoya.
Ricardo Bedoya Wilson est un avocat, professeur universitaire et critique de cinéma péruvien,.
Il est considéré comme le plus grand spécialiste de l'histoire du cinéma péruvien. Il a concilié la recherche et la publication sur ce sujet dans des revues telles que Hablemos de cine, La gran ilusión et Ventana indiscreta avec l'enseignement à la Faculté de Communication de l'Université de Lima,,.
Depuis novembre 2000, il a animé l'émission de cinéma 'Le Plaisir des Yeux,' diffusée sur TV Pérou, à laquelle il a renoncé le 15 novembre 2020 en raison de la censure subie par la chaîne publique de la part du gouvernement de Manuel Merino en raison des manifestations de cette année. Cependant, il a brièvement continué en tant que présentateur jusqu'à sa retraite.

## Œuvres
Ricardo Bedoya a publié divers livres sur cinéma, :
- 100 años de cine en el Perú (1992)
- Un cine reencontrado: diccionario ilustrado de las películas peruanas (1997)
- Entre fauces y colmillos: las películas de Francisco Lombardi (1997)
- Imágenes del cine en el Perú (1999)
- Ojos bien abiertos: El lenguaje de las imágenes en movimiento (2003, en coautoría con Isaac León Frías)
- Breve encuentro: una mirada al cortometraje peruano (2005)
- El cine silente en el Perú (2009)
- El cine sonoro en el Perú (2009)
- El cine peruano en tiempos digitales (2015)
- El Perú imaginado: representaciones de un país en el cine internacional (2017)
- El cine latinoamericano del siglo XXI: tendencias y tratamientos (2020)
- Rondas, fanfarrias y melancolía: aproximaciones a la obra de Federico Fellini (2020, como editor del volumen)
- Del blockbuster al autorretrato: apuntes sobre el cine de hoy (2023)